# Херман Вилкер
непознато
Херман Вилкер (Фламерсхајм, 24. јул 1874. — непознато, 28. децембар 1941) био је немачки веслач, учесник Летњих олимпијскимих игара 1900. и 1912. Био је члан немачког веслачког клуба Лудвигсхафен из Лудвигсхафена.
На Олимпијским играма 1900. такмичио се у као члан немачке екипе у дисцилини четверац са кормиларом. У такмичењу четвераца са кормиларом десило се нешто необично за велика спортска такмичења. Због неслагања такмичара и судија после трка у предтакмичењу одлучено је да се званично одрже две финалне трке тзв. А и Б финале. Победницима финала су подељена два комлета медаља. МОК је касније признао резултате, а тиме и освајаче медаља оба финала.
Посаду су поред њега чинили Ото Фикајзен, Карл Леле, Ернст Феле и кормилар Франц Креверат. Веслали су у Б финалу и освојила бронзану медаљу.
Вилкер је након 12 година поново учествовао на Олимпијским играма 1912. одржаним у Стокхолму. Такмичио се опет у четверцу са кормиларом и освојио златну медаљу.
У посади су поред њега били браћа Рудолф и Ото Фикајзен (са којим је био и на Играма 1900), Алберт Арнхајтер и кормилар Ото Мајер.